# Joe Pass
 (août 2013).
Si vous disposez d'ouvrages ou d'articles de référence ou si vous connaissez des sites web de qualité traitant du thème abordé ici, merci de compléter l'article en donnant les références utiles à sa vérifiabilité et en les liant à la section « Notes et références ».
Joe Pass est le nom de scène de Joseph Antony Jacobi Passalaqua, guitariste de jazz américain d'ascendance sicilienne, né le 13 janvier 1929 à New Brunswick dans le New Jersey (États-Unis) et mort le 23 mai 1994 à Los Angeles, Californie (États-Unis).
Il est le premier guitariste de jazz à jouer seul sur scène, sans orchestre d’accompagnement, en mélangeant tout à la fois accords et solos de guitare.

## Biographie

### Enfance
Joe Pass est l'aîné d'une famille de quatre frères.
Son père, Mariano Passalaqua, ouvrier sidérurgiste, quitte le New Jersey pour venir s’installer à Johnstown en Pennsylvanie dans le quartier italien, où se déroule l’enfance de Joe Pass.
En 1938, Joe Pass assiste à une projection du western  Ride, Tenderfoot, Ride (en). La performance vocale de l’acteur Gene Autry qui s’accompagne à la guitare éveille son attention. Pour son neuvième anniversaire, son père lui offre une guitare de la marque Harmony Company (en), l’un des instruments les plus populaires de l’époque.

### Formation
Ce sont des amis et voisins de son père qui lui apprennent ses premiers accords de guitare. Très vite Joe Pass les joue avec dextérité. Son père, qui ne joue d'aucun instrument, le pousse à apprendre des morceaux à l'oreille et à jouer des mélodies écrites pour d’autres instruments. Il lui impose de faire des gammes et de jouer des accords entre les notes de la mélodie. Cette discipline très stricte s’avère difficile à supporter pour le jeune Joe Pass âgé alors de 10 ans,.
À 11 ans, il découvre le guitariste manouche Django Reinhardt puis les guitaristes de jazz américains Charlie Christian et Wes Montgomery.
Au fur et à mesure que les compétences de Joe se développent, son père économise 300 dollars et lui achète une guitare de meilleure facture,  de la marque Martin & Company. Obsédé par l’idée que son fils devienne autre chose qu’un ouvrier, le père de Joe Pass le contraint à jouer plusieurs heures par jour. En semaine de 6h30 à 8 heures, de 16 à 18 heures puis de 20 à 21 heures, et jusqu’à 1 heure du matin le weekend.
Il lui fait aussi enchaîner les gammes (Gamme par tons, Septième diminuée, Dominante, Échelle chromatique). Joe Pass apprend les rudiments du solfège pendant un an avec la méthode de guitare de Nick Lucas (en). 
Puis il étudie la méthode de guitare classique de Matteo Carcassi.
À 14 ans, Joe Pass commence à se produire au sein d’une petite formation intitulée Gentlemen of Rhythm, déjà fortement influencée par la musique du Hot Club de France et qui joue des standards de l’époque,. Le groupe se produit lors de fêtes et de danses et Joe Pass gagne jusqu’à 5 dollars par nuit. Lors d’un concert local, Tony Pastor, saxophoniste réputé ayant sa propre formation, laisse Joe Pass jouer avec son groupe. Impressionné par sa performance, Tony Pastor l’engage pour les mois d’été. Trop jeune, Joe Pass ne peut quitter l’école et retourne en cours à la rentrée.

### Débuts à New York
Encouragé par les premiers succès de son fils, son père l’envoie à New York en 1945 étudier auprès de Harry Volpe (en) 
guitariste renommé de l’époque. Incapable de déchiffrer la notation rythmique, contraint de reprendre des notions de base, Joe Pass met de lui même un terme aux leçons, préférant consacrer son temps à se produire sur de petites scènes locales à New York. Il retourne en Pennsylvanie au bout de quelques semaines.
À partir de 1946, son père, malade, ne peut plus exercer son contrôle vigilant. En 1948, Joe Pass décide de retourner à New York, où la révolution du Bebop bat son plein. Il découvre une scène musicale riche de talents. Parmi tous les musiciens de l'époque, il joue avec : le trompettiste Dizzy Gillespie, les saxophonistes Charlie Parker (alias Bird) et Coleman Hawkins, le contrebassiste Curly Russell, le chanteur et multi-instrumentiste Billy Eckstine, le batteur Kenny Clarke, la chanteuse Billie Holiday, les pianistes  Al Haig et Art Tatum et le trompettiste et compositeur Miles Davis. Mais il découvre aussi l’héroïne dont le milieu du jazz est grand consommateur. En moins d’une année il sombre dans l’addiction.

### Addiction
Entre 1949 et 1962, s’écoulent treize années d’une longue errance. Joe Pass joue dans des boîtes de nuit à Las Vegas (Nevada), Chicago (Illinois) et Fort Worth (Texas). Il finit par être arrêté et condamné à cinq ans de prison pour usage de stupéfiants. À sa sortie, il rechute de plus belle et se retrouve, selon ses propres mots « à la rue, sans plus jouer aucune note ».
Après des mois à la dérive, Joe Pass prend la décision de se rendre de lui-même au centre de désintoxication Synanon, à Santa Monica dans l’état de Californie, dont d’autres musiciens en situation analogue lui ont parlé. Il y arrive au cours de l’année 1960 : 

« …sans guitare, sans argent, sans avenir ni espoir. Avec un vieux sac plein d’oignons et une vie brisée. »

 Il reste deux ans et demi dans l'établissement de soins.

### Renaissance
Cette décision marque le tournant de son existence.
Richard Bock (en) “Dick”, propriétaire de Pacific Jazz Records, sponsorise la clinique Synanon. De nombreux musiciens de jazz s’y trouvent en cure de désintoxication. "Dick" Bock perçoit très vite  le talent de plusieurs musiciens dont Joe Pass et le pianiste Arnold Ross (en) et leur fait enregistrer, fin 1961, un album intitulé Sounds of Synanon (en). L'album est favorablement accueilli par le critique musical Leonard G. Feather dans la revue périodique DownBeat :

« L'album fait plus que simplement présenter un groupe de bons musiciens. Il dévoile une étoile. Dans [Joe] Pass, Synanon et Pacific Jazz ont, me semble t’il, découvert un talent majeur. (…) La note [attribuée 4,5/5 étoiles], si elle doit être décomposée, pourrait être chiffrée à 3 étoiles et demi pour la musique dans son ensemble et une étoile supplémentaire pour Pass. »

— Leonard G Feather, DownBeat - 1962.
Cet album, le premier d’une très longue série, lance la carrière de Joe Pass. En 1962, il enregistre sept albums avec le label Pacific Jazz Records. Démuni de tout instrument, il joue sur une guitare appartenant à l’institution Synanon, une Fender Jaguar.
Ce modèle de guitare à corps plein (dit Solid body), prévu pour jouer du rock est inadapté pour le  jazz. Un admirateur du nom de Mike Peak lui offre alors, pour son 34e anniversaire, une Gibson ES-175. C’est un modèle de guitare semi-acoustique, très prisé des guitaristes de jazz et de blues. Joe Pass devait jouer presque tout le reste de sa carrière sur ce type d’instrument.
À la fin de l’année 1962, il est l’un des guitaristes de studio les plus recherchés de Los Angeles. Engagé régulièrement dans les clubs de jazz tels que le Shelly Manne Hall, il est très demandé et sa renommée se renforce au fil des mois. Il  retient l’attention du magazine DownBeat qui le classe, dans son sondage annuel, parmi les meilleurs espoirs de la musique.

### 1962-1970, premiers albums en solo
Entre 1962 et 1970, il accompagne la chanteuse et actrice Julie London. Il joue également avec le saxophoniste Earl Bostic, le trompettiste Gerald Wilson et le pianiste britannique George Shearing. Toujours pendant la même période, Joe Pass enregistre des albums pour le label Pacific Jazz Records. Trois d’entre eux contiennent ses premiers solos non accompagnés par d’autres instruments : For Django (en), Simplicity (en) et Guitar Interludes (en).
Joe Pass inaugure en effet un style novateur : jouer seul devant un public de jazz habitué des sections rythmiques et des cuivres. Avant de se lancer, il estimait peu probable que le public s’intéresse à un artiste de guitare jouant seul. L’accueil favorable du public lui apporte la preuve du contraire.
Au cours de ces années, il forme son propre quatuor,
The Complete Pacific Jazz Joe Pass Quartet Sessions (en), composé du guitariste John Pisano (en), du bassiste Jim Hughart et du batteur Colin Bailey (en).
Des engagements lucratifs pour des émissions de télévision (Woody Woodbury (en), Good Morning America, The Donald O'Connor Show (en) lui apportent la sécurité financière, malgré de fortes contraintes : idéalement, il faut être en mesure de jouer tout aussi bien de la guitare à douze cordes, du banjo ou de la mandoline pour répondre à la demande des producteurs.

### 1970-1980 années Pablo
Au début des années soixante-dix, le jazz fusion fait son apparition. Joe Pass tente d’adapter sa technique de jeu à ce nouveau son, mais il ne se sent pas à l’aise, préférant jouer du jazz Bebop. Norman Granz, fondateur de Verve Records  et de Pablo Records, agent artistique  de jazz persuadé du talent de Joe Pass l’enregistre à Londres en mai 1973 lors d’un concert avec le pianiste Oscar Peterson et le bassiste Niels-Henning Ørsted Pedersen. L’album The Trio (album 1973) (en) remporte un Grammy Awards ce qui lui assure une large diffusion.
La réputation de Joe Pass, restée jusqu'alors limitée à la côte ouest, s'envole dans tous les Etats-Unis mais aussi outre-Atlantique. Son nom revient fréquemment dans les sondages de lecteurs organisés par les revues spécialisées américaines DownBeat et Guitar Player (en) mais aussi dans la revue britannique Melody Maker.
Le critique musical Leonard Feather réalise trois rubriques Blindfold Tests 
avec Joe Pass : novembre 1963, juin 1972, février 1976. Pour Leonard Feather, seuls les musiciens étaient aptes à juger leurs pairs.

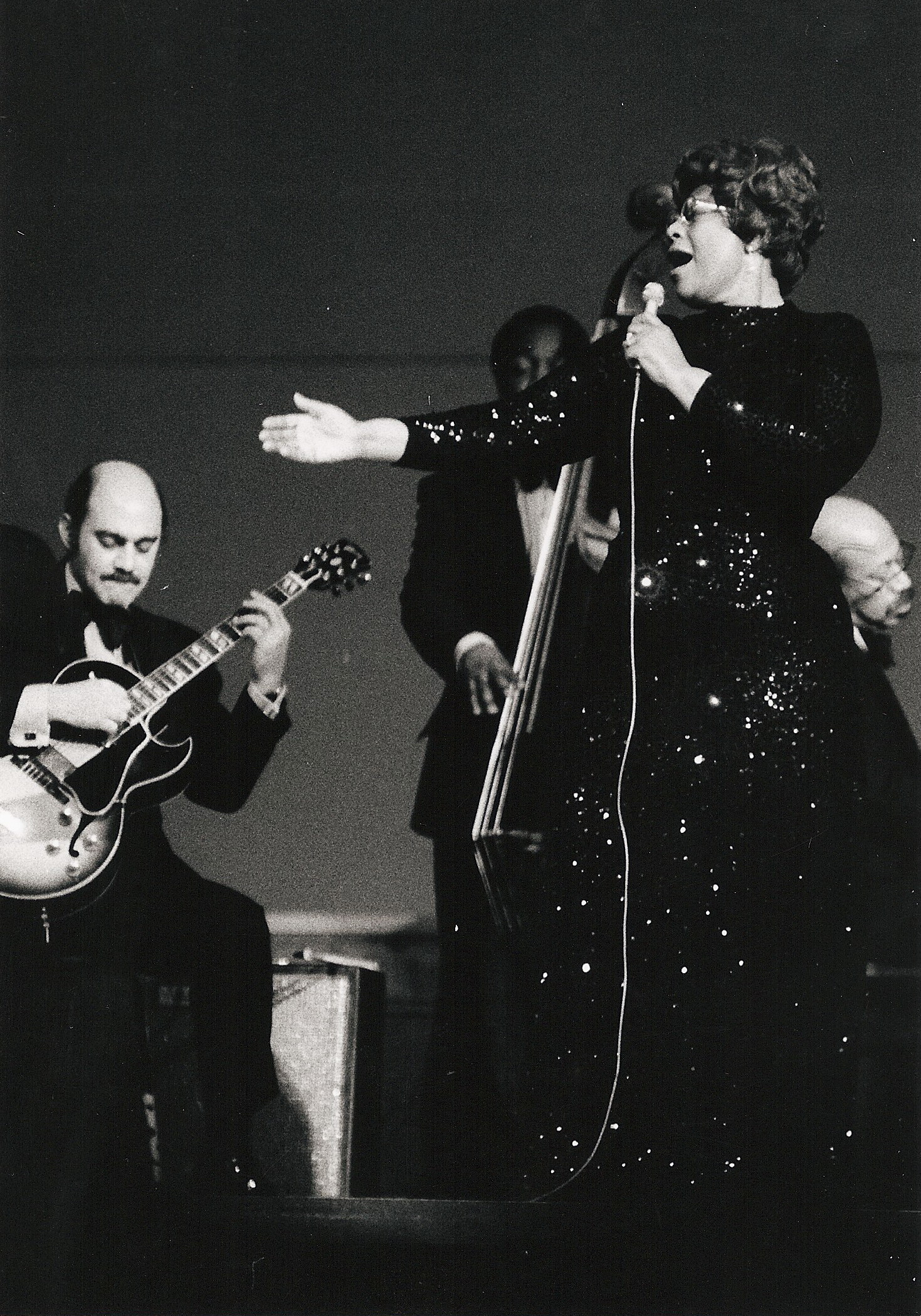
Ella Fitzgerald et Joe Pass, 1974.

À partir de 1973, plusieurs albums suivent, toujours avec Pablo Records, mettant en valeur le talent de Joe Pass. En décembre 1973, Joe Pass enregistre dans les studios de la MGM (Metro-Goldwyn-Mayer) le disque le plus important de sa carrière, Virtuoso (en), premier disque où il joue seul, sans aucun accompagnement.

« Virtuoso a surpris tout le monde : un homme, une guitare, des mélodies complexes et une démonstration de technique à vous donner la chair de poule. »

— Lee Underwood, DownBeat - 1978

En janvier et février 1974, il enregistre l’album Two for the Road (album Herb Ellis et Joe Pass album) (en) avec Herb Ellis, autre grand nom de la guitare jazz américaine. 
En août de la même année, il enregistre Take Love Easy (en) avec Ella Fitzgerald où il délaisse son habituelle Gibson pour une guitare acoustique à cordes de nylon.

### 1980 - 1990 succès international
Entre 1980 et 1990, Joe Pass enregistre 4 à 8 albums par an chez Pablo Records. Ses partenaires comptent parmi le gratin musical de l’époque : le vibraphoniste Milt Jackson, les chanteuses Ella Fitzgerald et Sarah Vaughan, le pianiste et compositeur Oscar Peterson, le bugliste Clark Terry, le trompettiste Fred Hubbard, le saxophoniste Zoot Sims, le tromboniste Jay Jay Johnson, le pianiste et chef d’orchestre André Previn et l’harmoniciste belge Toots Thielemans. 
Il ne joue pas avec le pianiste et chef d’orchestre Duke Ellington, mais il lui dédie un album  Portraits de Duke Ellington (en) en 1975.
Avec le pianiste et chef d’orchestre Count Basie, il enregistre deux albums swing Kansas City 6 (en) et Kansas City 7 (en). Il enregistre également trois albums solos dont un hommage au danseur et acteur Fred Astaire intitulé Blues for Fred (en). En 1988, il fait une incursion vers la musique brésilienne et enregistre à Rio de Janeiro pour le label Milestone Records, Crazy Rhythm (en).

### Dernières années
De l'année 1990 à l'année 1994, le succès ne diminue pas. Albums et tournées mondiales se succèdent. 
Au début de 1992, Joe Pass apprend qu'il est atteint d’un cancer du foie. Alors âgé de 63 ans, il entame malgré tout une tournée intitulée Guitar Summit (de). Avec les guitaristes espagnols Paco Peña et Pepe Romero, mais aussi le guitariste américain Leo Kottke,, il mélange différentes influences musicales.
Cependant, son état de santé se détériore, le contraignant à interrompre sa participation à la tournée.

### Décès
Le 7 mai 1994, Joe Pass apparaît pour la dernière fois en public à Los Angeles, où il décède le 23 mai 1994. Il est enterré au cimetière au Ressurection Cemetery à Piscataway, Middlesex, New Jersey.
Le journaliste guitariste Jim Ferguson (en) lui rend hommage dans un numéro spécial de Guitar Player (en) :

« Bebop, Latin, ballades, blues, originaux, solos, duos, trios, grands ensembles - Joe les a tous joués. Aucun artiste de mémoire récente n'a réalisé autant d'enregistrements dans autant de styles et de contextes différents. […]  Selon toute probabilité, Joe Pass [était] le guitariste grand public le plus polyvalent et le plus complet de l'histoire. »

— Jim Ferguson, Guitar Player - 1994.
Selon le guitariste Joe Diorio (en), « Joe pouvait jouer la mélodie, ajouter les accords et remplir les interstices. Cela n'avait jamais été fait auparavant à un tel degré ».

## Vie de famille
Joe Pass se marie trois fois. En 1952 avec Jeanne Martin dont il divorce en 1962. En secondes noces il épouse, en 1963, la chanteuse de jazz Ellen Luebben. Deux enfants naissent de cette union, Lisa et Joe Jr. Mais les parents divorcent en 1970. Ultime union en 1980 : il épouse Joyce O’Donnell avec laquelle il reste marié jusqu’à son décès.

## Style
Joe Pass joue essentiellement en fingerpicking avec un usage occasionnel du médiator. Son jeu solo, assez pianistique, combine une basse marquée jouée avec le pouce, des accords qui posent la structure harmonique et des passages cordes à cordes qui complètent l'improvisation. Son jeu de guitare est inimitable et virtuose[réf. souhaitée]. Il est capable de jouer en solo des morceaux bop complexes et rapides, tels que Cherokee ou How High the Moon. La série des Virtuoso (1973-1983) illustre bien son style.
Il organise souvent ses morceaux en parties douces et mélancoliques, avec un rythme peu marqué, auxquelles succèdent des parties plus rythmées dont la basse marque les temps.
L'influence de Django Reinhardt est par moments assez marquante même si le son et la rythmique sont globalement plus doux. Il a notamment enregistré l'album For Django en 1964.

## Matériel
Joe Pass se fait connaitre avec une Fender Jaguar, guitare solid body ne se prêtant pas particulièrement au jazz. Il faut préciser que ce n'est pas un choix personnel : c'est une guitare mise à disposition des musiciens du sanatorium de Synanon. Il enregistre avec les albums Sounds of SYnanon, Catch Me et ceux de l'orchestre de Gerald Wilson.[réf. nécessaire]
Il joue ensuite sur une Gibson ES-175, qu'un médecin fan de son jeu lui a offert. Il devient l'un des adeptes emblématiques de ce modèle. À la même période, il peut également se produire avec une guitare fabriquée par un luthier new-yorkais d'origine italienne, Jimmy D'Aquisto. Cet artisan réputé, élève du maître luthier John D'Angelico, fabrique les guitares à l'unité et ces instruments d'exception, rarissimes, ont une immense valeur.[réf. nécessaire]
Puis le fabricant de guitares Ibanez collabore avec Pass pour fabriquer une guitare Joe Pass modèle JP20 dans les années 1980, instrument sur lequel il joue dans la décennie 1980. Le fabricant Epiphone crée un modèle Epiphone Joe Pass Emperor II en son honneur, en 1994, peu de temps avant sa disparition.
Dans ses dernières années, on peut le voir avec un modèle que Gibson lui a confectionné, soit une ES-175 à un micro, moins épaisse, et présentant un cordier trapèze, et non pas « zigzag » caractéristique de sa première.[réf. nécessaire]

## Discographie

### En tant que leader
- 1963 : Catch Me!
- 1964 : Joy Spring
- 1964 : For Django
- 1964 : The Complete Pacific Jazz Joe Pass Quartet Sessions
- 1965 : The Stones Jazz
- 1966 : A Sign of the Times
- 1967 : Simplicity
- 1969 : Guitar Interludes
- 1970 : Intercontinental
- 1971 : Guitar Interludes
- 1973 : Virtuoso
- 1974 : Portraits of Duke Ellington
- 1974 : Live at Donte's
- 1975 : Oscar Peterson et Joe Pass à Salle Pleyel
- 1975 : Joe Pass at the Montreux Jazz Festival 1975
- 1975 : The Big 3
- 1976 : Virtuoso no 2
- 1977 : Virtuoso no 3
- 1977 : Montreux '77 - Live
- 1979 : I Remember Charlie Parker
- 1979 : Digital III at Montreux (compilation)
- 1981 : George, Ira and Joe
- 1982 : Eximious
- 1983 : Virtuoso no 4
- 1983 : We'll Be Together Again
- 1984 : Live at Long Beach City College
- 1985 : Whitestone
- 1985 : University of Akron Concert
- 1987 : Sound Project
- 1985 : Blues for Fred
- 1985 : One for My Baby
- 1989 : Autumn Leaves
- 1989 : Summer Nights
- 1990 : Appassionato
- 1991 : Virtuoso Live !
- 1991 : What's New
- 1992 : Live at Yoshi's
- 1992 : Joe Pass in Hamburg
- 1993 : My Song

### Albums posthumes
- 1994 : Songs for Ellen, enregistré en 1992
- 1998 : Joe's Blues, enregistré en 1968
- 1998 : Unforgettable, enregistré en 1992
- 2000 : Songs for Ellen, enregistré en 1974 lors des mêmes séances que Live at Donte's
- 2001 : What Is There to Say, enregistré en 1990
- 2002 : Meditation: Solo Guitar, enregistré en 1992
- 2004 : Virtuoso in New York, enregistré en 1975